# Ultraviolet (film)
Ultraviolet è un film del 2006 scritto e diretto da Kurt Wimmer con protagonista Milla Jovovich.

## Trama

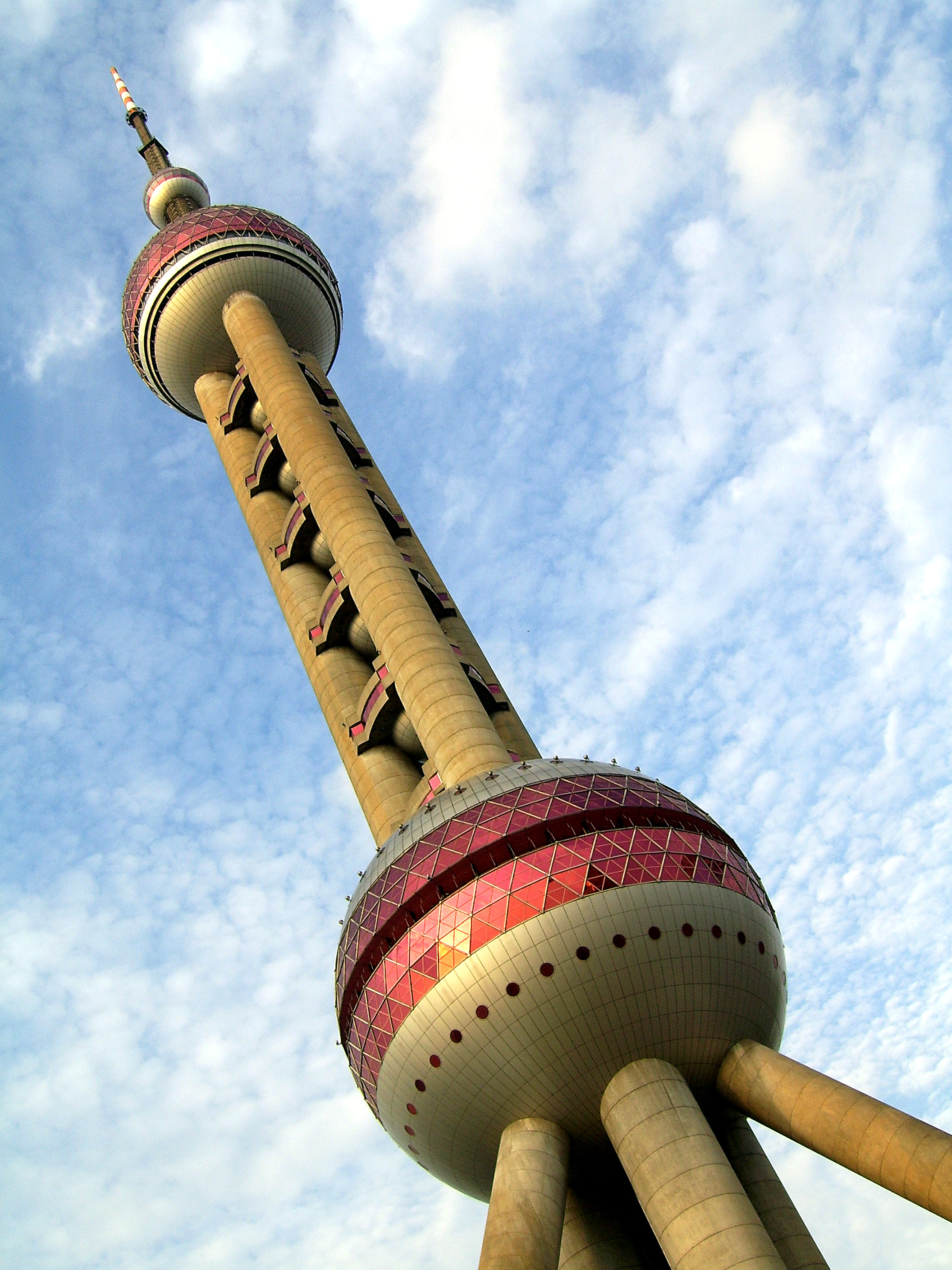
Oriental Pearl Tower (Shangai), una delle location del film.

Nel 2078, un virus fuoriuscito da un laboratorio militare ha ormai contagiato gran parte del genere umano: gli infetti, detti "emofagi", manifestano sintomi simili al vampirismo, compresi di canini aguzzi e capacità psicofisiche potenziate. Grazie alla pandemia, le autorità sanitarie hanno acquisito sempre più potere nel governo mondiale detto Arci-Ministero, finendo per divenire una vera e propria classe sociale comandante di tutto il resto della comunità internazionale. Il pugno di ferro delle autorità sanitarie nel debellamento del virus e il mantenimento dell'ordine pubblico ha di fatto decimato gli emofagi, inizialmente costretti a rendere pubblico il loro status e poi rinchiusi in apposite strutture di quarantena dove venivano segretamente eliminati.
Violet è un'emofaga che sembra riuscire a controllare i sintomi vampireschi e si è quindi messa a capo di una resistenza contro il regime della autorità sanitarie dopo aver perso il figlio che portava in grembo; questo a causa degli esperimenti a cui fu obbligata a sottoporsi da parte dell'Arci-Ministero. Giunta alla fine degli anni di vita lasciatigli dal virus, Violet ruba da una struttura di massima sicurezza dell'Arci-Ministero un'enorme fiala che comprende essere in grado di porre fine alla pandemia dominio delle autorità sanitarie. Disobbedendo agli ordini scritti sulla fiala, Violet dà un'occhiata al contenuto della fiala e scopre che si tratta un bambino catatonico: memore del figlio mai nato, Violet decide di proteggerlo pure essendo se informata che il bambino è un portatore di antigeni in grado di eliminare gli emofagi: si ritrova così inseguita sia dai suoi simili che dal capo dell'Arci-Ministero in persona, il misofobo Daxus.
Violet si rifugia poi dall'amico scienziato Garth, sperando di ricavare dal DNA del bambino un vaccino contro l'emofagia prima che sia troppo tardi, ma le analisi mostrano come quest'ultimo non possieda alcun antigene anti-emofago e sia destinato a morire a breve a causa di un isotopo radioattivo. Violet decide a malincuore di abbandonare il bambino catatonico al suo destino, quand'ecco che lui comincia a parlare, presentandosi come "6", uno dei cloni creati da Daxus come cavie umane. Colta dal rimorso, Violet lo salva dai soldati e poi dagli emofagi sulle sue tracce, trascorrendovi assieme i suoi ultimi minuti in un parco giochi, come madre e figlio: il bambino infatti perde i sensi e sembra essere morto. L'Arci-Ministero rintraccia poi il bambino e ne porta via il corpo, mentre Daxus giustizia personalmente Violet.
Violet si risveglia da Garth, che si è sostituito alla squadra di recupero dell'Arci-Ministero e l'ha tratta in salvo, strappandola alla morte dopo ore di interventi chirurgici. Convalescente, la donna non si dà pace finché, rivedendo al notiziario la morte di 6, non si rende conto di aver pianto sul suo viso: il bambino potrebbe essere ancora vivo perché contagiato tramite il dotto lacrimale. Violet fa irruzione all'Arci-Ministero per riprenderselo, uccidendovi fino all'ultimo uomo prima di affrontare Daxus, che si apprestava a dissezionare il "cadavere" di 6. Daxus confessa a quel punto di essere non solo lui stesso un emofago, ma di esserne stato il paziente zero, infettatosi per errore quando era appena un umile tecnico al laboratorio militare dove il virus veniva studiato: per non venire emarginato come emofago, Daxus aveva taciuto la cosa sfruttando la stessa pandemia per prendere il potere. Ora gli emofagi sono ormai sull'orlo dell'estinzione e l'Arci-Ministero ha bisogno di una nuova minaccia virale per restare al potere: 6, in realtà ancora in vita, è quindi prezioso in quanto portatore di antigeni anti-umani con cui creare una seconda e più letale pandemia. Violet è quindi costretta ad affrontate e uccidere anche Daxus, per poi allontanarsi morente dall'Arci-Ministero in fiamme con 6, ancora vivo.

## Distribuzione
Il film è stato distribuito nelle sale cinematografiche statunitensi da Screen Gems a partire dal 3 marzo 2006, dopo una data d'uscita inizialmente prevista per il 24 febbraio dello stesso anno. È stato poi distribuito in quelle italiane a partire dal 16 giugno 2006.

### Versione estesa
Negli Stati Uniti, ne è stata distribuita in home video una versione dalla durata di 94 minuti priva di rating MPAA, a differenza di quella cinematografica (vietata ai minori di 13 anni non accompagnati).

## Accoglienza

### Incassi
Il film è stato un flop al botteghino, incassando in tutto 31 milioni di dollari a fronte di un budget di circa 30 milioni.